# Stanisław Sawiczewski
Stanisław Florian Sawiczewski (ur. 31 marca 1866 w Krakowie, zm. 6 maja 1943 w Warszawie) – polski malarz i ilustrator.

## Życiorys
Urodził się 31 marca 1866 w Krakowie, w rodzinie Władysława (ur. 1840) i Marii z Grottgerów (zm. 1905). Ukończył Gimnazjum św. Anny w Krakowie. Studiował malarstwo u Leopolda Löfflera w krakowskiej Szkole Sztuk Pięknych, w latach 1890–1893 u Otto Seitza w Akademii Sztuk Pięknych w Monachium, a także w Wiedniu oraz w latach 1893–1896 w szkole artystycznej we Wrocławiu. W latach 1896–1903 ilustratorem Tygodnika Ilustrowanego.
Malował głównie akty i krajobrazy. Wśród jego dzieł wyróżnia się cykl ołówkowych studiów aktu. W czasie wojny 1920 roku tworzył plakaty mobilizujące do wysiłku wojennego. W latach 1920–1939 ilustrował książki ukazujące się nakładem Księgarni św. Wojciecha w Poznaniu np. Gasnące słońce Teodora Jeske-Choińskiego, Wydawnictwa Gebethnera i Wolffa oraz wielu innych wydawnictw. Swoje prace wystawiał w warszawskiej Zachęcie oraz z ugrupowaniem artystycznym Pro Arte.
W 1921 został profesorem Szkoły Sztuk Pięknych im. Wojciecha Gersona w Warszawie.
Został pochowany na cmentarzu Powązkowskim w Warszawie (kwatera 71-4-4).

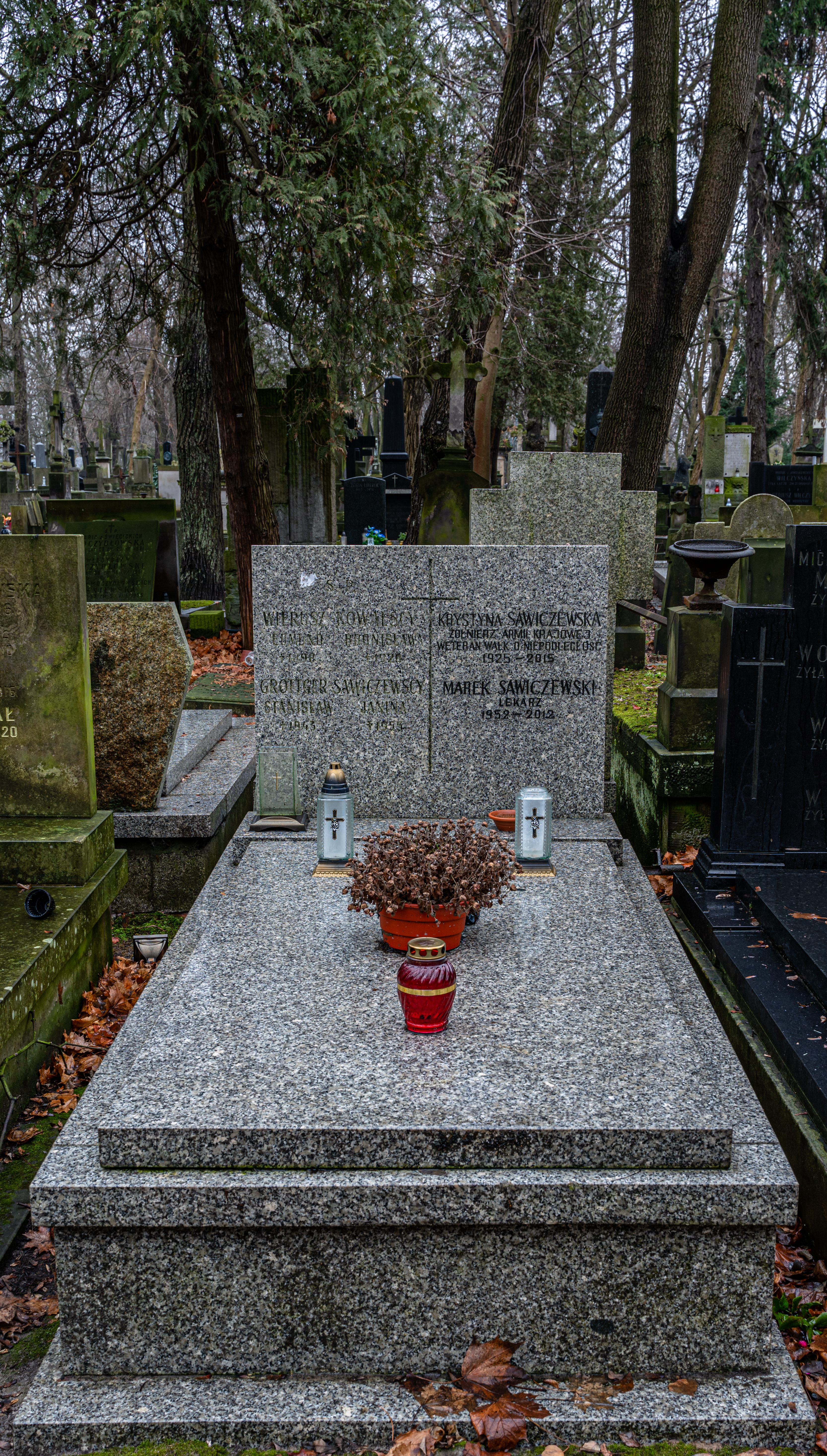
Grób Bronisławy Wierusz-Kowalskiej i Stanisława Sawiczewskiego na cmentarzu Powązkowskim